# Ljeskare
Ljeskare (cyr. Љескаре) – wieś w Bośni i Hercegowinie, w Republice Serbskiej, w mieście Prijedor. W 2013 roku liczyła 386 mieszkańców.